# Аллігатор (Міссісіпі)
Аллігатор (англ. Alligator) — місто (англ. town) в США, в окрузі Болівар штату Міссісіпі. Населення — 116 осіб (2020).

## Географія
Аллігатор розташований за координатами 34°5′23″ пн. ш. 90°43′22″ зх. д. / 34.08972° пн. ш. 90.72278° зх. д. (34.089802, -90.722646).  За даними Бюро перепису населення США в 2010 році місто мало площу 2,70 км², з яких 2,55 км² — суходіл та 0,15 км² — водойми.

## Демографія
Згідно з переписом 2010 року, у місті мешкало 208 осіб у 74 домогосподарствах у складі 52 родин. Густота населення становила 77 осіб/км².  Було 79 помешкань (29/км²).
Расовий склад населення:
| - 82,2 % — чорних або афроамериканців - 15,9 % — білих - 0,5 % — азіатів - 1,0 % — осіб інших рас |

До двох чи більше рас належало 0,5 %. Частка іспаномовних становила 1,0 % від усіх жителів.
За віковим діапазоном населення розподілялося таким чином: 29,8 % — особи молодші 18 років, 55,8 % — особи у віці 18—64 років, 14,4 % — особи у віці 65 років та старші. Медіана віку мешканця становила 31,5 року. На 100 осіб жіночої статі у місті припадало 89,1 чоловіків;  на 100 жінок у віці від 18 років та старших — 87,2 чоловіків також старших 18 років.
Середній дохід на одне домашнє господарство  становив 34 672 долари США (медіана — 29 250), а середній дохід на одну сім'ю — 38 280 доларів (медіана — 42 546). Медіана доходів становила 43 512 долари для чоловіків та 25 750 доларів для жінок. За межею бідності перебувало 40,9 % осіб, у тому числі 41,8 % дітей у віці до 18 років та 36,4 % осіб у віці 65 років та старших.
Цивільне працевлаштоване населення становило 87 осіб. Основні галузі зайнятості: роздрібна торгівля — 42,5 %, освіта, охорона здоров'я та соціальна допомога — 19,5 %, виробництво — 11,5 %, публічна адміністрація — 8,0 %.